# Chusquea meyeriana
Chusquea meyeriana är en gräsart som beskrevs av Franz Josef Ivanovich Ruprecht och Johann es Christoph Christian Döll. Chusquea meyeriana ingår i släktet Chusquea och familjen gräs. Inga underarter finns listade i Catalogue of Life.